# Herrarnas åtta med styrman i rodd vid olympiska sommarspelen 1988
Herrarnas åtta med styrman i rodd vid olympiska sommarspelen 1988 avgjordes mellan den 20 och 25 september 1988.

## Medaljörer
| Gren             | Guld | Silver | Brons |
| Åtta med styrman | Västtyskland Bahne Rabe Eckhardt Schultz Ansgar Wessling Wolfgang Maennig Matthias Mellinghaus Thomas Möllenkamp Thomas Domian Armin Eichholz Manfred Klein (c) | Sovjetunionen Viktor Omeljanovytj Vasilj Tichonov Andrej Vasiljev Pavlo Hurkovskyj Nikolaj Komarov Veniamin But Viktor Diduk Aleksandr Dumtjev Aleksandr Lukjanov (c) | USA Mike Teti Jonathan Smith Ted Patton John Rusher Peter Nordell Jeffrey McLaughlin Doug Burden John Pescatore Seth Bauer (c) |

## Resultat

### Final
| Placering | Roddare | Land           | Tid     |
| --------- | --- | -------------- | ------- |
| 1         | Bahne Rabe, Eckhardt Schultz, Ansgar Wessling, Wolfgang Maennig, Matthias Mellinghaus, Thomas Möllenkamp, Thomas Domian, Armin Eichholz och Manfred Klein      | Västtyskland   | 5:46,05 |
| 2         | Viktor Omeljanovitj, Vasilj Tichonov, Andrej Vasiljev, Pavlo Hurkovskyj, Nikolaj Komarov, Veniamin But, Viktor Diduk, Aleksandr Dumtjev och Aleksandr Lukjanov | Sovjetunionen  | 5:48,01 |
| 3         | Mike Teti, Jonathan Smith, Ted Patton, John Rusher, Peter Nordell, Jeffrey McLaughlin, Doug Burden, John Pescatore och Seth Bauer                              | USA            | 5:48,26 |
| 4         | Richard Stanhope, Anton Obholzer, Peter Beaumont, Gavin Stewart, Terence Dillon, Salih Hassan, Stephen Turner, Nicholas Burfitt och Simon Jefferies            | Storbritannien | 5:51,59 |
| 5         | James Galloway, Hamish McLachlan, Andrew Cooper, Mike McKay, Mark Doyle, James Tomkins, Ion Popa, Steve Evans och Dale Caterson                                | Australien     | 5:53,73 |
| 6         | Don Telfer, Kevin Neufeld, Jason Dorland, Andy Crosby, Paul Steele, Grant Main, Jamie Schaffer, John Wallace och Brian McMahon                                 | Kanada         | 5:54,26 |